# Michael J. Müller
Michael J. Müller (* 24. August 1981 in Pirmasens) ist ein deutscher Theaterschauspieler.

## Leben
Michael J. Müller sammelte in seiner Jugend erste Theatererfahrungen in der Schultheatergruppe „Prolögchen“ am Immanuel-Kant-Gymnasium in Pirmasens und nahm mit dieser Gruppe im Jahr 2000 am Theatertreffen der Jugend der Berliner Festspiele teil.
Nach seinem Schauspielstudium an der Universität der Künste in Berlin und an der Russischen Akademie für Theaterkunst (GITIS) in Moskau (Gaststudium 2004) arbeitete er zunächst als Gast am Theater an der Parkaue in Berlin, bis er 2007 sein Erstengagement am Theater Konstanz unter der Intendanz Christoph Nix antrat.
Neben seiner schauspielerischen Arbeit hat sich Michael J. Müller immer für die Schnittstelle zwischen Zuschauer und Theater interessiert. So entstand im Jahr 2007 die interaktive Ausstellung MUT-MACH-MASCHINEN in seiner Heimatstadt Pirmasens gefördert durch die Kulturstiftung des Bundes oder die Zusammenarbeit mit der freien pfälzischen Volkstheater-Spurensuch-Theatergruppe „chawwerusch“.
Außerdem arbeitet Müller regelmäßig mit Jugendlichen und Kindern zusammen und inszeniert in diesem Zusammenhang immer wieder kleinere theatralische Ereignisse.
Seit 2012 studiert Michael J. Müller Kommunikations- und Kulturmanagement und Wirtschaftswissenschaften an der Zeppelin Universität in Friedrichshafen.

## Theatrografie (Auswahl)
- 2003: Basian in Anatomie Titus the fall of Rome von Heiner Müller an den Kammerspielen Magdeburg – Regie Sascha Hawemann
- 2004: Austausch Projekt an der GITIS in Moskau
- 2005: Roger in Herr der Fliegen von William Golding am Theater an der Parkaue Berlin – Regie Carlos Manuel
- 2006: Petar in Krabat von Otfried Preußler am Theater an der Parkaue Berlin – Regie Jasper Brandis
- 2006/2007: Mitwirkung bei der Produktion hambach2 am chawwerusch-Theater Herxheim – Regie Franz Xaver Ott
- 2007: Entwicklung der Performance MUT-MACH-MASCHINE in Pirmasens
- 2008: Christian in Fegefeuer in Ingolstadt von Marieluise Fleißer am Theater Konstanz – Regie Nora Somaini
- 2008: Inszenierung der Performance Star Trek meets Valentina Terskowa am Theater Konstanz
- 2008: Ricki in Der einzige Vogel der die Kälte nicht fürchtet von Zoran Drvenkar und Birte Werner am Theater Konstanz – Regie Jens Dierkes
- 2008: Soljoni in Drei Schwestern von Tschechow am Theater Konstanz – Regie Andrej Woron
- 2008: Spiegelberg in Die Räuber von Schiller am Theater Konstanz – Regie Wulf Twiehaus
- 2009: Filch und Moritatensänger in Die Dreigroschenoper von Brecht/Weill am Theater Konstanz – Regie Wulf Twiehaus
- 2009: Macbeth in Macbeth von Heiner Müller am Theater Konstanz – Regie Andrej Woron
- 2009: Nikifor Arsentjewitsch Pugatschow in Der Selbstmörder von Nicolai Erdmann am Theater Konstanz – Regie Enrico Stolzenburg
- 2010: Graham in Die heilige Johanna der Schlachthöfe am Theater Konstanz – Regie Samuel Schwarz